# Porúbka (powiat Żylina)
Porúbka – wieś (obec) na Słowacji położona w kraju żylińskim, w powiecie Żylina.

## Położenie
Porúbka leży na pograniczu Kotliny Żylińskiej i jej południowego przedłużenia – Kotliny Rajeckiej. Zabudowania wsi rozlokowane są na wysokości 350 – 400 m n.p.m., w większości wzdłuż potoku Rajčanka i drogi krajowej nr 64 z Żyliny do Rajeckich Cieplic. Od zachodu nad wsią wznoszą się strome stoki góry Svinianka (664 m n.p.m.) należącej do grupy Skałek w Sulowskich Wierchach. Przez wieś przebiega linia kolejowa Żylina – Rajec.

## Historia
Pierwsze wzmianki o miejscowości pochodzą z roku 1362, kiedy wieś weszła w skład majątku zamku Lietava. Jej właścicielami były rodziny Praznovských i Egresdych. Od 1439 r. aż do wieku XVIII należała do feudalnego „państwa” z siedzibą na zamku Strečno. Osadnictwo koncentrowało się od początku wzdłuż doliny Rajčanki i biegnącej równolegle do niej drogi, a pozostałości tej zabudowy rzędowej czytelne są do dziś.
W 1598 r. było we wsi 7 domów i nowo postawiony młyn wodny. W 1720 r. podatki płaciło 8 gospodarstw. Już jednak w 1784 r. było w Porúbce 20 domów, w których żyły 22 rodziny, tj. 175 osób. W tym czasie do wsi należał folwark Podhradek. W 1828 r. wieś liczyła 23 gospodarstwa z 255 mieszkańcami.
Mieszkańcy wsi zajmowali się rolnictwem (uprawa owsa, poganki, ziemniaków, kapusty, lnu, konopi) i hodowlą (bydło, owce). Z czasem zajęli się również pracą w lesie, w tartaku oraz rzemiosłem (wyrób przedmiotów gospodarstwa domowego z drewna). Po uruchomieniu cementowni w sąsiedniej Lietavskiej Lúčce (1902 r.) wielu podjęło pracę w tym zakładzie. W 1899 r. przez wieś poprowadzono linię kolejową z Żyliny do Rajca, a na południe od zabudowań wsi powstał przystanek kolejowy.
W latach 1831 i 1873 w okolicy grasowała cholera, która przyczyniła się do śmierci wielu mieszkańców wsi. 1 czerwca 1901 r. Porúbkę prawie całkowicie zniszczył wielki pożar, z którego ocalały jedynie trzy domy. Z kolei w 1918 r. wieś nawiedziła epidemia grypy hiszpanki, która zostawiła w niej wiele ofiar śmiertelnych.
W latach międzywojennych wielu mieszkańców wsi pracowało w charakterze najemnych robotników rolnych w majątkach ziemskich w Czechach i na Morawach. Niektórzy emigrowali za pracą do Niemiec, Francji i USA. Po 1945 r. większość mieszkańców znalazła pracę w fabrykach, urzędach lub w handlu w Żylinie. Wielu mężczyzn pracowało w budownictwie, natomiast kobiet – w zawiązanej we wsi w 1953 r. spółdzielni rolniczej.
1 stycznia 1961 r. Porúbka została włączona do wsi Lietavská Lúčka, wraz z którą weszła następnie w granice miasta Żylina. Od 1991 r. jest znów samodzielną wsią.

## Demografia
Według danych z 31 grudnia 2010 wieś zamieszkiwało 461 osób, w tym 239 kobiet i 222 mężczyzn.
W 2001 roku rozkład populacji względem narodowości i przynależności etnicznej wyglądał następująco:
- Słowacy – 99,12%
- Czesi – 0,88%